# Sierra Nevada (volcan)
Pour les articles homonymes, voir Sierra Nevada.
Le massif volcanique de Sierra Nevada (« montagne enneigée ») est un volcan actuellement éteint, d'Argentine (province de Catamarca) et du Chili (région d'Atacama), situé à quelque 23 kilomètres au nord-ouest du volcan El Cóndor, c’est-à-dire à quelque quarante-cinq kilomètres au nord-ouest du col frontalier du paso de San Francisco. Comme ce dernier, il fait frontière entre les deux pays.

## Situation
C'est un massif volcanique andin situé sur le rebord ouest de la Puna de la province argentine de Catamarca, plus précisément du département d'Antofagasta de la Sierra. À quelque sept kilomètres à l'est se trouve le grand cratère du volcan actif Cumbre del Laudo.